# 林德龙属
林德龙（属名：Lindwurmia，命名自林德虫）是生存于早侏罗世德国的一种彪龙科蛇颈龙，仅包括单一物种德国林德龙（Lindwurmia thiuda）。它是种小型蛇颈龙类，测为身长2至3米（6.6至9.8英尺）、重90（200磅）。正模标本是一具不完整的颅后骨骼，包括颌骨前部、69节椎骨、部分胸带、骨盆以及右前肢和后肢。